# بله، آقا
بله، آقا (انگلیسی: Si, Senor) یک فیلم کمدی صامت کوتاه به کارگردانی آلفرد جی. گلدینگ است که در سال ۱۹۱۹ منتشر شد و امروزه یک فیلم گمشده محسوب می‌شود.

## بازیگران
- هارولد لوید
- اسناب پالرد
- ببه دنیلز
- سمی بروکس
- لو هاروی
- والاس هاو
- دی لمپتون
- ماری موسکینی
- دوروثیا والبرت
- فرد سی. نیومیر
- نوآ یانگ
- جیمز پروت
- استل هَریسون